# Cissus bosseri
Cissus bosseri är en vinväxtart som beskrevs av Descoings. Cissus bosseri ingår i släktet Cissus och familjen vinväxter. Inga underarter finns listade i Catalogue of Life.